# Sherman (hrabstwo Dunn)
Sherman – miasto w Stanach Zjednoczonych, w stanie Wisconsin, w hrabstwie Dunn.